# أحمد الرشودي
أحمد الرشودي مواليد 9 نوفمبر 1993 في ، السعودية، هو لاعب كرة قدم سعودي.

## مسيرة اللاعب
لعب سابقاً في الفئات السنية في نادي التعاون ونادي الأسياح ونادي الصقر.